# Fuerzas Armadas de India
Las Fuerzas Armadas de India (en hindi: भारतीय सशस्त्र सेनाएं, romanizado: Bhāratīya Saśastra Sēnāēn) son las fuerzas armadas de la República de la India, las cuales se subdividen en la Marina India, el Ejército Indio y las Fuerza Aérea India, las fuerzas armadas indias, son apoyadas por las Fuerzas Armadas Centrales de Policía (India), las Fuerzas Paramilitares de India, los Fusileros de Assam, la Guardia Costera de la India, y la Fuerza Especial de Frontera. A estas se le incluyen varias instituciones intermedias tales como el Comando de Fuerzas Estratégicas.
El presidente de India es el comandante en jefe de las Fuerzas Armadas. Las Fuerzas Armadas están bajo la gestión del ministro de Defensa, el cual dirige el Ministerio de Defensa.
En 2010, las Fuerzas Armadas Indias tenían una fuerza combinada de 1,32 millones de personas en activo y 1,15 de miembros en reserva. Además hay que añadir los 2,28 millones de personas que componen las fuerzas paramilitares. Esto hace de las fuerzas armadas indias una de las más grandes en términos de personal.
El presupuesto militar indio fue de 36.030 millones de dólares en 2011, lo que supuso un 1,83% del presupuesto nacional indio incluyendo los gastos que supuso la fuerza paramilitar y las infraestructuras necesarias en la frontera.
Las Fuerzas Armadas Indias están siendo sometidas a una rápida modernización con numerosas investigaciones en áreas como los sistemas de defensa por misiles balísticas o la fuerza nuclear. El arsenal indio incluye bombas nucleares con sistemas que permiten atacar cualquier lugar del continente asiático (misiles balísticos y fuerzas aéreas). Su fuerza naval puede controlar rápidamente cualquier posición del Océano Índico en pocos días y es considerada una de las mejores del mundo. En 2010 India fue el mayor importador de armas del mundo. Sus principales suministradores fueron Estados Unidos, Israel y Rusia.

## Las fuerzas armadas indias en la actualidad

### Personal

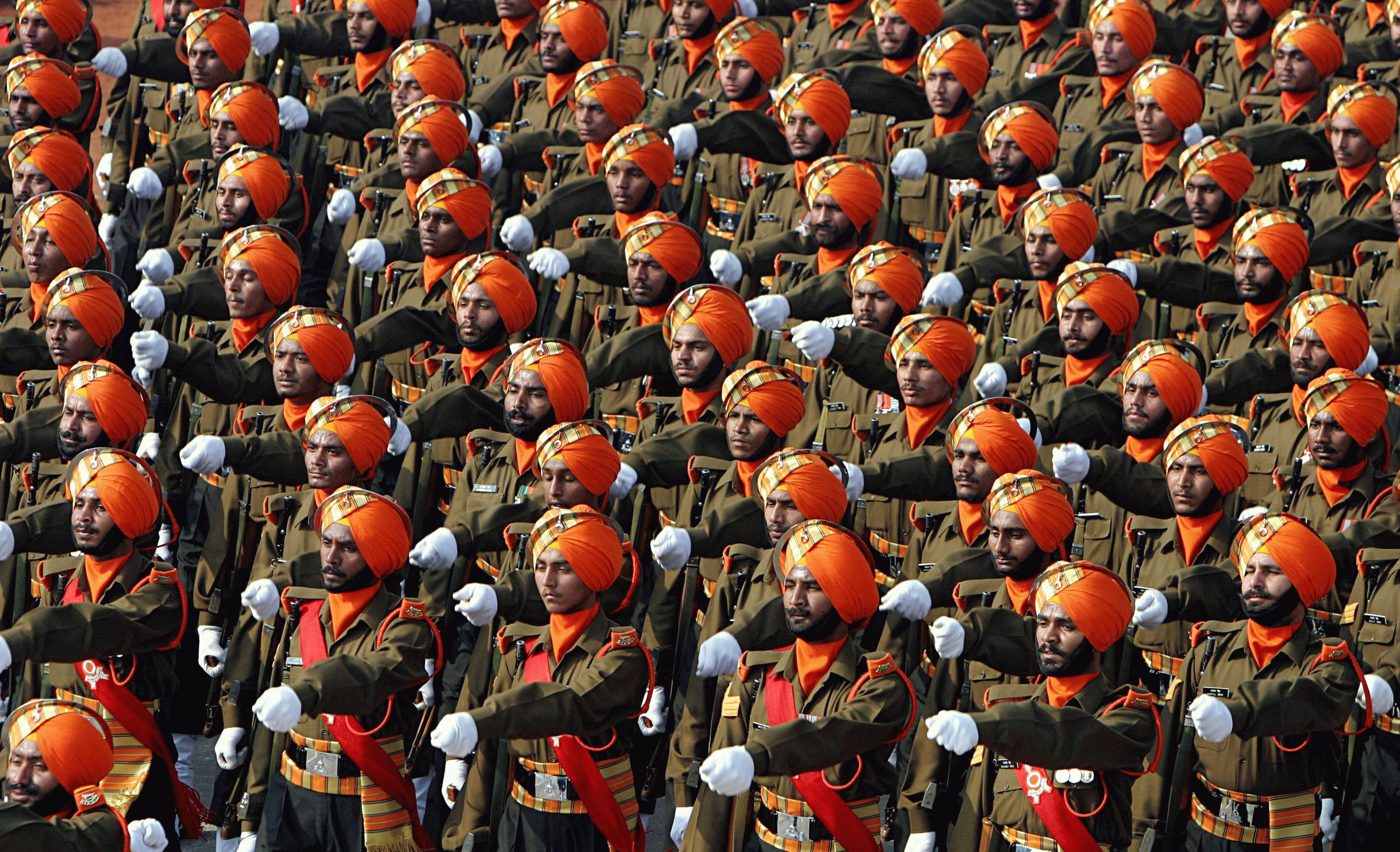
Soldados de la infantería ligera sikh

Datos de 2010
| Componente                     | Activos   | Reserva |
| Ejército de la India           | 1.129.900 | 960.000 |
| Marina India                   | 58.350    | 55.000  |
| Fuerza Aérea India             | 127.200   | 140.000 |
| Guardia Costera de la India    | 9.550     |         |
| Fuerzas Paramilitares de India | 1.300.586 | 987.821 |

### Estructura
La sede de las Fuerzas Armadas Indias está en Nueva Delhi, la capital de India. El presidente actúa de iure como Comandante en Jefe de las Fuerzas Armadas aunque el control efectivo descansa en el ejecutivo. El ministro de Defensa de India que además pertenece al Consejo de Ministros de la República se encarga de las responsabilidad de asumir cualquier insurgencia o enfrentarse a cualquier peligro externo a la seguridad de India.

### Organización del mando
Existen tres jefes de la sección de tierra, naval y aérea que son generales. Las Fuerzas Armadas Indias se dividen en diferentes grupos basados en cada región. El ejército indio se divide en 7 comandos tácticos, cada uno bajo el control de un Teniente General. Las Fueras Aéreas se dividen a su vez en 5 comandos operacionales y dos comandos funcionales. Cada comando está dirigido por un oficial del aire con el rango de mariscal del aire. La Armada India opera tres comandos dirigidos por vicealmirantes.

### Doctrina
Las fuerzas armadas tienen seis tareas principales:
1. Asegurar la integridad territorial de india.
2. Defender al país de una ofensiva militar de un país extranjero.
3. Se capaz de mantener una fuerza anfibia capaz de combatir en costas extranjeras[11]
4. Doctrina del inicio frío que implica que las Fuerzas Armadas Indias sean capaces de responder después de un ataque nuclear.
5. Apoyar a la población civil en caso de desastre (p. ej. inundaciones)
6. Participar en las operaciones de mantenimiento de paz bajo la aprobación de las Naciones Unidas.

Hay además un libro semioficial llamado "Customs and Etiquette in the Services" (Costumbres y Etiqueta en los Servicios) escrito por el general retirado Ravi Arora que detalla como debe comportarse el personal indio entre ellos.

## Ramas del servicio

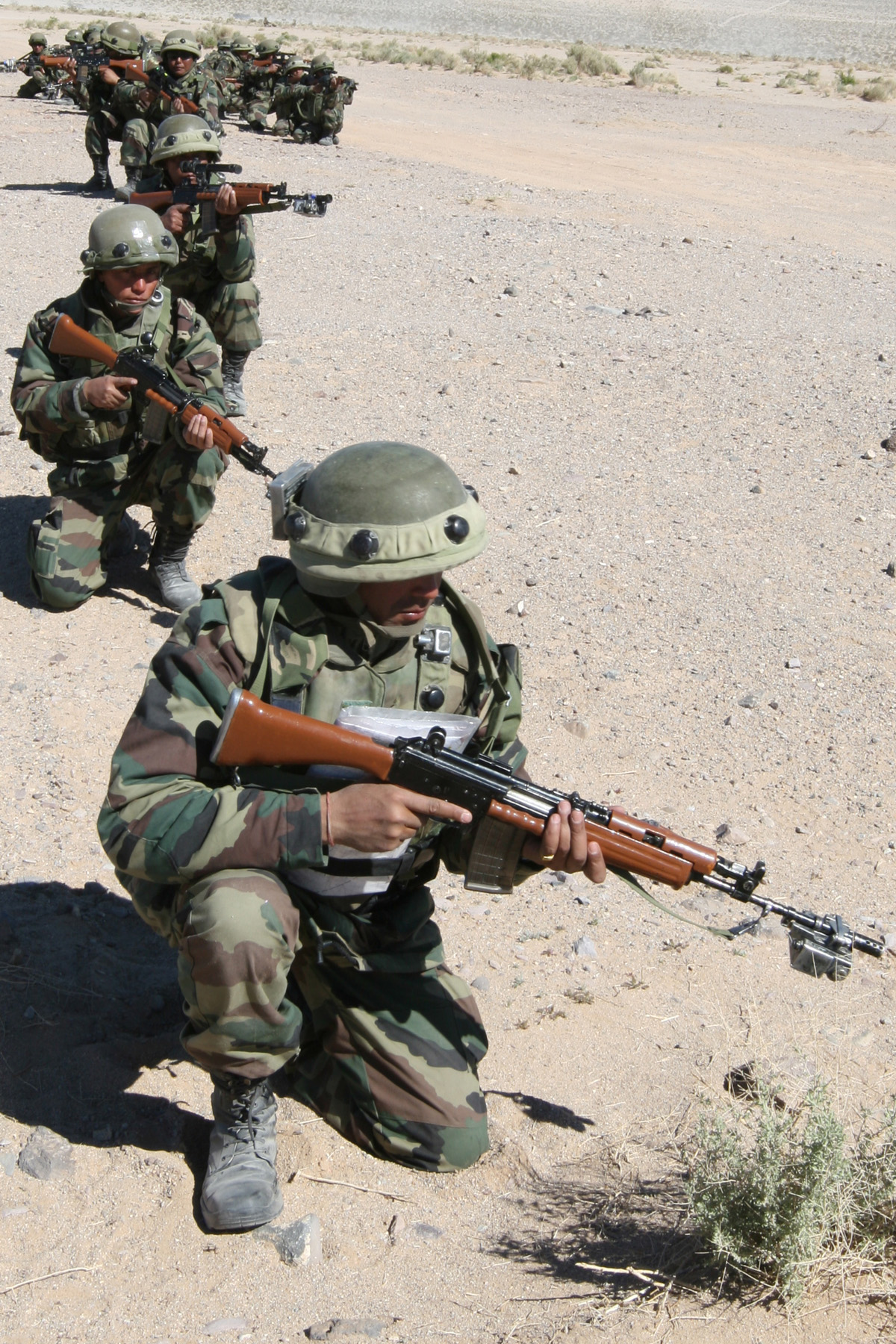
Soldados del primer cuerpo de fusileros Gorkhas en un ejercicio de entrenamiento.

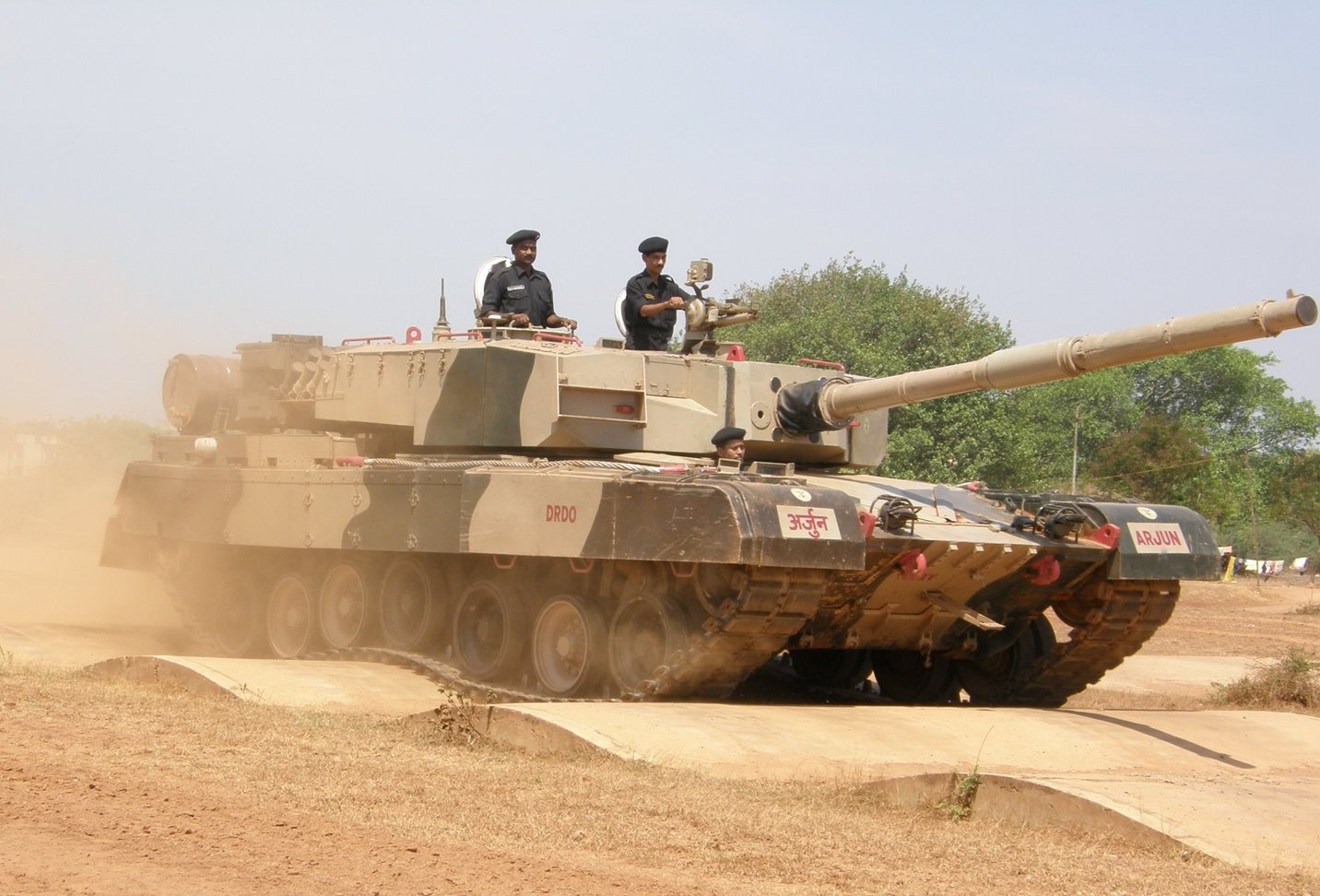
124 tanques Arjun están en servicio en el Ejército indio.

### Ejército Indio
Es un servicio completamente voluntario, el servicio militar jamás ha sido impuesto en India. El ejército tiene una importante experiencia en diversos terrenos, debido a diversidad geográfica de India, y también por su distinguido historial al servicio de las fuerzas de paz de las Naciones Unidas. En un principio el principal objetivo del ejército era defender las fronteras de la nación. Al llegar los tiempos actuales, los nuevos problemas obligaron al ejército a asumir más responsabilidades como la seguridad interna, especialmente en zonas conflictivas como Cachemira y Assam y responder ante desastres naturales en tareas de protección civil.
El ejército indio está comandado por el Comandante del Ejército indio. El mayor rango que se puede obtener en el ejército indio es de Mariscal de Campo, aunque es más un cargo ceremonial que con poder efectivo. Los ascensos a la cúpula militar los realiza el presidente de India, con el consejo de los ministros de India.
El ejército indio ha tomado acciones militares durante la Primera Guerra de Cachemira, la Operación Polo, Anexión de Goa, la guerra sino-india, la Segunda Guerra de Cachemira, la guerra de liberación de Bangladés, la guerra indo-pakistaní de 1971, la Guerra Civil de Sri Lanka y la guerra de Kargil. Además India tiene una brigada dedicada a la misiones de paz y los requerimientos de las Naciones Unidas, aunque algunas veces han tenido problemas para mantener sus tropas en sitios alejados durante períodos prolongados. El ejército indio ha participado en misiones de paz en Chipre, Líbano, Congo, Angola, Camboya, Namibia, Liberia, Mozambique y Somalia. Además participó en la guerra de Corea con un grupo paramédico dedicado a retirar los heridos. En la actualidad el ejército indio está siendo sometido a importantes programas de modernización y mejora de equipos.

### Armada India

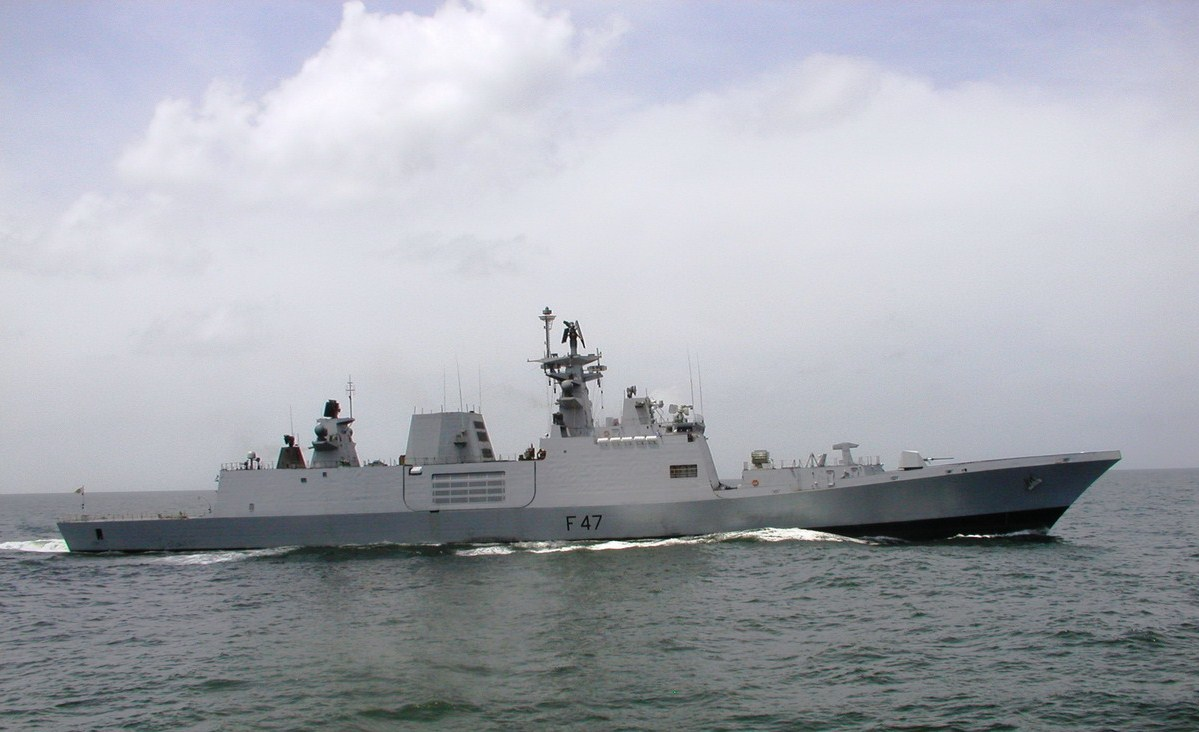
Fragata de la clase Shivalik, la primera fragata construida en India.

La Armada India es la rama naval de las Fuerzas Armadas de India. Con 58.350 hombres y mujeres, incluyendo a los 7000 dedicados a aviación naval y los 1.200 que conforman los Comandos de la Marina, representa a la cuarta armada del mundo en términos de personal.
En los últimos años la Armada India ha comenzado un intenso programa de expansión y modernización con el objetivo de convertir a su armada en una armada de agua azul. La armada india opera uno de los dos portaaviones de Asia que se encontraban en servicio y tiene experiencia en su uso. En la actualidad está construyendo otros dos. India es uno de los países que opera submarinos capaces de lanzar un ataque nuclear junto con Estados Unidos, China, Rusia, Francia y Reino Unido.

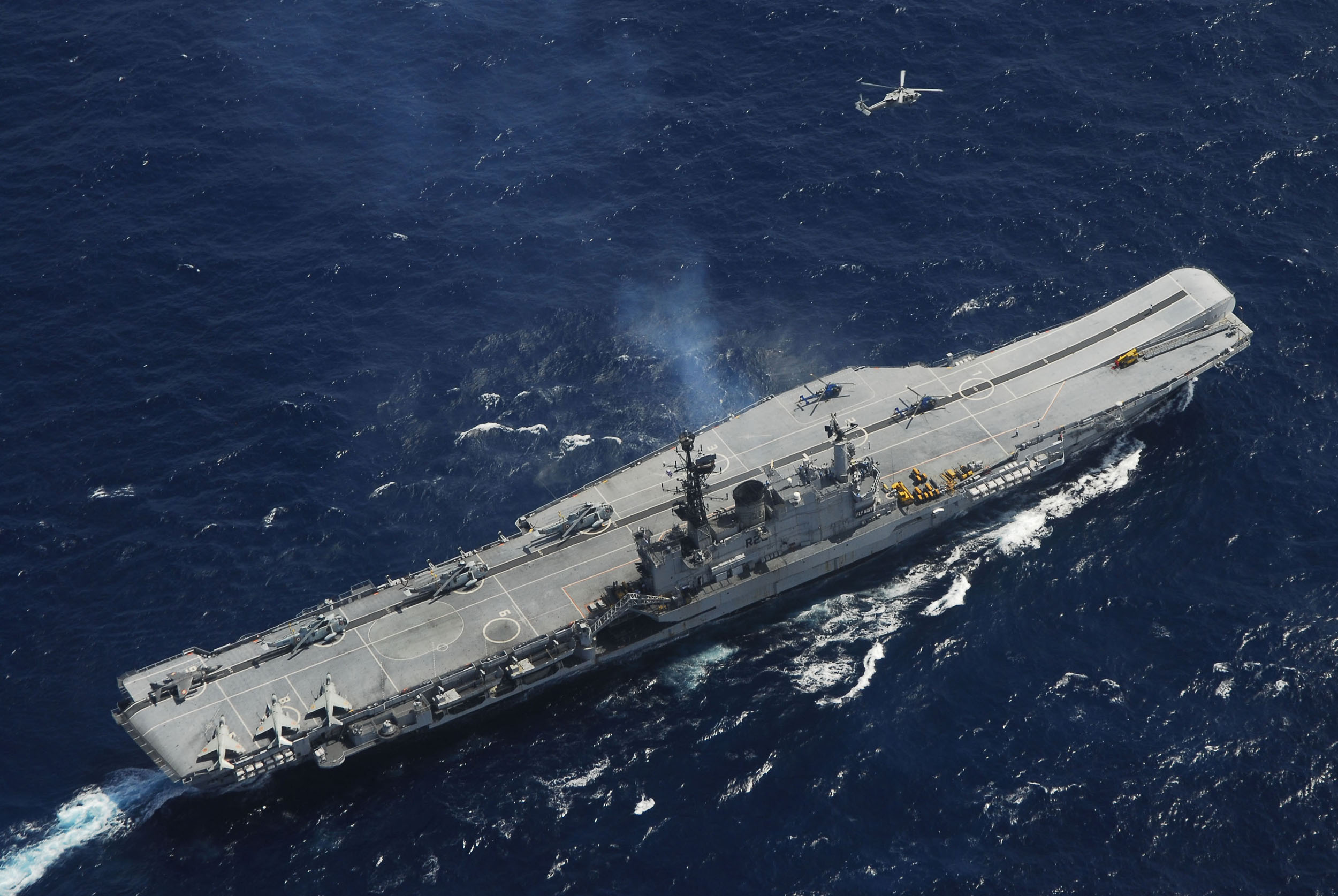
Portaaviones indio Viraat en servicio desde 1953.

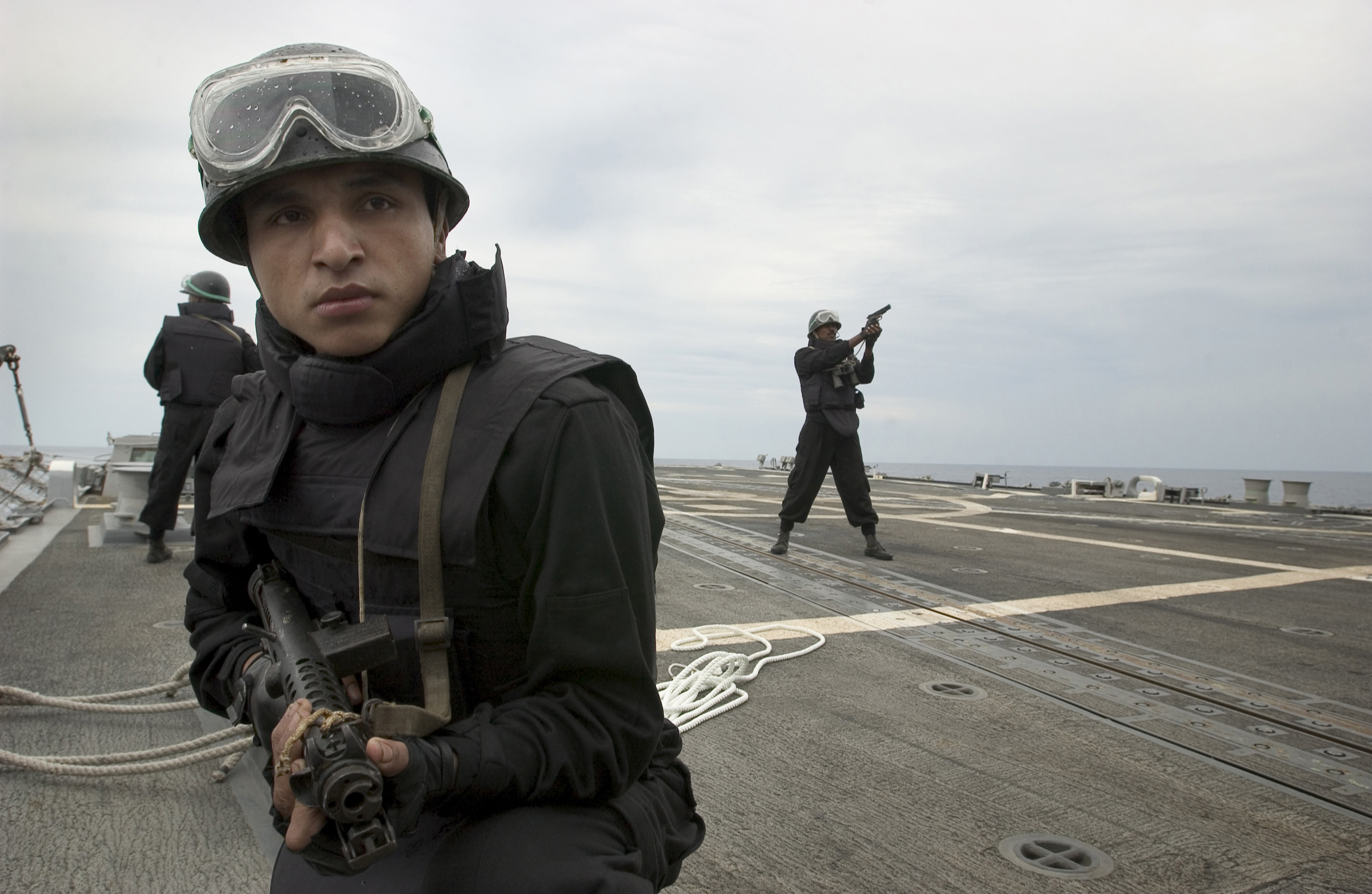
Grupo de élite de combate MARCOS de la Armada India durante un ejercicio en el Mar de Filipinas. En la actualidad es considerada una de las mejores fuerzas especiales marítimas del mundo y una de las pocas capaz de asaltar a un barco enemigo armado.

Dentro de su doctrina marítima, la Armada India ha proporcionado ayuda humanitaria a sus países vecinos en casos de desastres naturales. Esto pudo demostrarse durante el tsunami del Sureste Asiático en el que India envió 35 barcos con víveres para ayudar a los países vecinos. La Armada India ha tomado parte en misiones de defensa y seguridad en las costas de Somalia y en Mozambique.

### Fuerza Aérea India

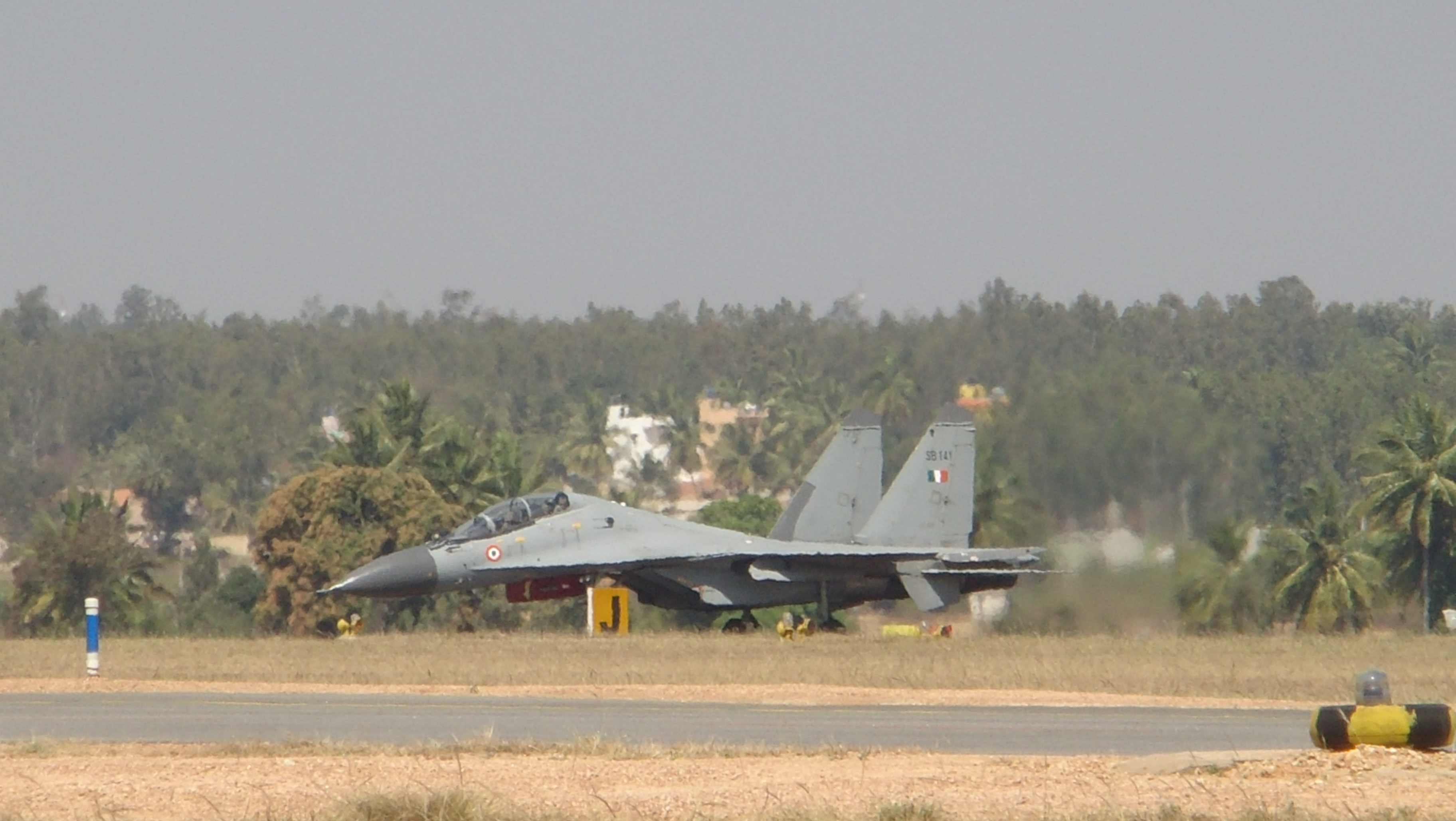
Un Sukhoi Su-30 MKI indio durante una exhibición en el Aero India 2011.

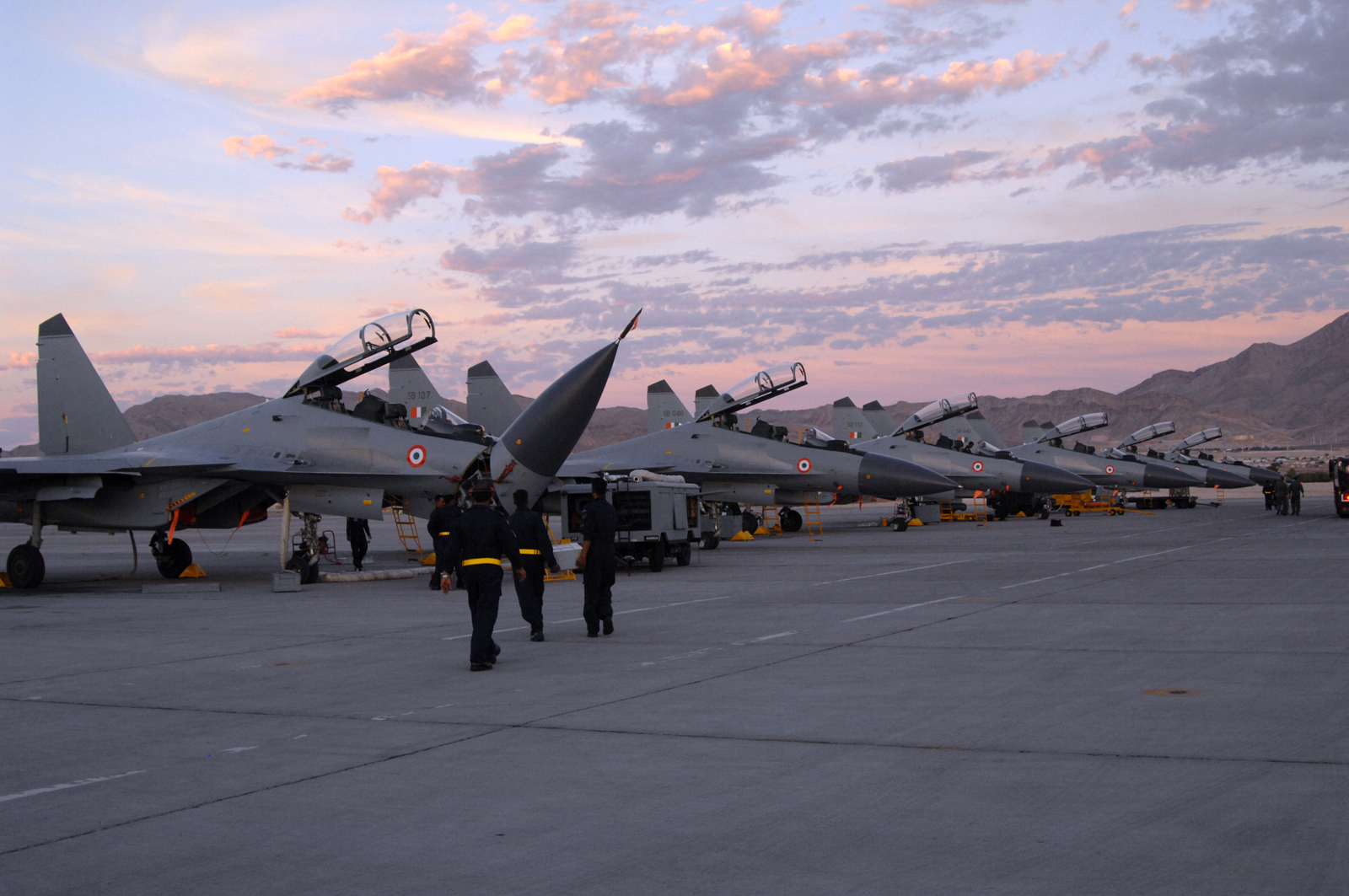
Mantenimiento posterior al vuelo de ingenieros de la Fuerza Aérea India durante una misión conjunta en Nevada, Estados Unidos.

En los últimos años, las Fuerzas Aéreas Indias han empezado un ambicioso plan de modernización y expansión con las miras puestas en la proyección de su doctrina aérea por todo el Sur de Asia. Históricamente, la FAI basaba sus operativos en aeronaves procedentes de la Unión Soviética, Francia, Israel y Reino Unido. En la actualidad el objetivo de India es crear sus propios aviones y mantenerlos para lo que sea creado distintos consorcios como el Hindustan Aeronautics Limited. El HAL es responsable de diversos proyectos como el HAL Tejas, un caza de cuarta generación, el HAL Dhruv, un helicóptero multipropósito que ha sido exportado a varios países, y varios aviones no tripulados con misiles aire-tierra y aire-aire. India y Rusia mantienen diversos proyectos conjuntos en investigación aeronáutica, el más importante es el desarrollo del avión furtivo PAK-FA.